# 중동학교
중동학교(中東學校)는 1907년 최규동(崔奎東)이 창설한 학교로 현 중동고등학교의 전신이다.
광무 10년(1906) 4월 한어학교(韓語學校) 교관 세 사람이 관립 외국어학교 내의 교실 3개를 빌어 한학·산술을 가르치는 야학(夜學)을 시작했다. 1907년 1월 학부대신(學部大臣)의 인준을 얻어 '중동야학교'라 칭하고, 일어 및 한어과를 증설, 융희 원년(1907) 9월 영어·산수·부기 등 세 과를 또 증설하였다. 융희 3년(1909) 5월 학부의 지정으로 '사립중동학교' 설립의 인가를 받았다. 당시에 영향이 컸던 교사로는 대수(代數)에 최규동, 기하에 안일영(安一英)·조동식(趙東植)이 유명하였다.